# Ernie Nevers
Ernest Alonzo Nevers (Willow River, Minnesota, 11 de junio de 1902 – San Rafael, California, 3 de mayo de 1976), más conocido como Ernie Nevers, fue un jugador profesional estadounidense de fútbol americano que se desempeñó en la posición de fullback en la National Football League (NFL). Es miembro del Salón de la Fama del Fútbol Americano Profesional.

## Carrera
Nevers, jugó como profesional dos temporadas en Duluth Kelleys/Eskimos (1926-1927), posteriormente pasó a Arizona Cardinals, donde jugó tres temporadas (1929-1931), equipo en el que se retiró.

## Reconocimiento
El 7 de septiembre de 1963 fue seleccionado para ser miembro del Salón de la Fama del Fútbol Americano Profesional.